# روجر فيشر
روجر فيشر (بالإنجليزية: Roger Fisher)‏ هو عازف قيثارة وملحن وموسيقي أمريكي، ولد في 14 فبراير 1950 في سياتل في الولايات المتحدة.

## وصلات خارجية
- الموقع الرسمي
- روجر فيشر على موقع ميوزك برينز (الإنجليزية)
- روجر فيشر على موقع أول ميوزيك (الإنجليزية)
- روجر فيشر على موقع ديسكوغز (الإنجليزية)